# Pardosa milvina
Espèce
Synonymes
- Lycosa milvina Hentz, 1844
- Lycosa canadensis Blackwall, 1871
- Lycosa flavipes Keyserling, 1877
- Pardosa nigropalpis Emerton, 1885
- Pardosa scita Montgomery, 1902

Pardosa milvina est une espèce d'araignées aranéomorphes de la famille des Lycosidae.
Les anglophones l'appellent Shore spider.

## Distribution
Cette espèce se rencontre aux États-Unis à l'Est des montagnes Rocheuses et au Canada en Ontario et au Québec,.

## Habitat
Cette petite araignée commune vit le long des cours d'eau, dans les champs, les endroits dégagés, parmi les hautes herbes et depuis peu, les zones agricoles.
Cette araignée ne tissant pas de toile, chasse au sol, notamment en fouillant parmi les rochers et dans la végétation.

## Description
Les mâles mesurent de 4,3 à 5,0 mm et les femelles de 5,1 à 6,4 mm.
Sa livrée est brun roux, tachetée de gris et de noir. Son céphalothorax est oblong, élevé, la partie dorsale plate. Elles sont maculées, et ornées de bandes du tibia au tarse.
Les quatre yeux supérieurs sont plutôt proéminents et noirs.
Les pattes sont plus étroites que les autres espèces du genre.

## Dimorphisme sexuel

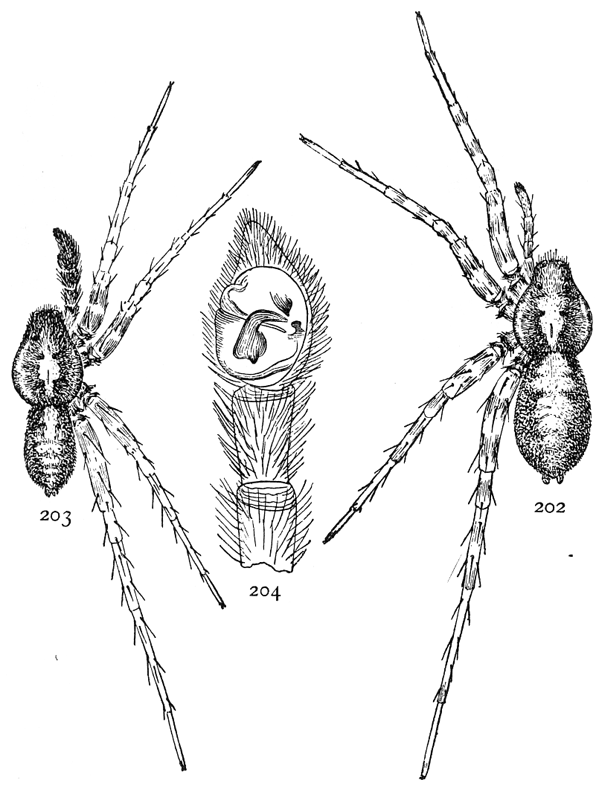
202 : femelle 203 : mâle

Le mâle se distingue aisément à ses pédipalpes globuleux, alors que ces appendices oraux de la femelle sont nettement plus fins.
La femelle est un peu plus grande, et c'est la seule à transporter le sac à œufs accroché à ses filières.

## La communication
Les stimuli sensoriels et visuels sont importants, notamment lors de la saison amoureuse et de l'accouplement. Autrement, le mâle pourrait être pris pour une proie et servir de pitance à la femelle.

## Reproduction
- La parade

Lors des jours ensoleillés, le mâle approche la femelle et agite vigoureusement ses pédipalpes tout en effectuant quelques pas de danse. Toutefois, il doit être prudent s'il ne veut être pris pour cible et se faire dévorer par la femelle.
- La compétition

Lorsque deux mâles se présentent simultanément pour conquérir une femelle, ceux-ci se livrent un duel. Ils tenteront d'intimider l'adversaire en effectuant des mouvements brusques et menaçants. C'est souvent celui qui prendra l'initiative qui obtiendra les faveurs de la femelle. Lorsqu'elle accepte, le mâle grimpe sur son abdomen, puis insère ses pédipalpes dans l'épigyne de la femelle.
- La ponte

Peu de temps après, la femelle pond 100 œufs, voire davantage. Elle les dépose dans un cocon de soie. De forme ovale, le sac à œufs est vert, puis devient gris terne. La femelle l'accroche à ses filières pour le transporter. Au moment de l'éclosion, la femelle déchire le sac afin de faciliter l'émergence des petits, qui grimperont alors sur le dos de la mère. Ils atteindront leur autonomie dès la deuxième semaine.

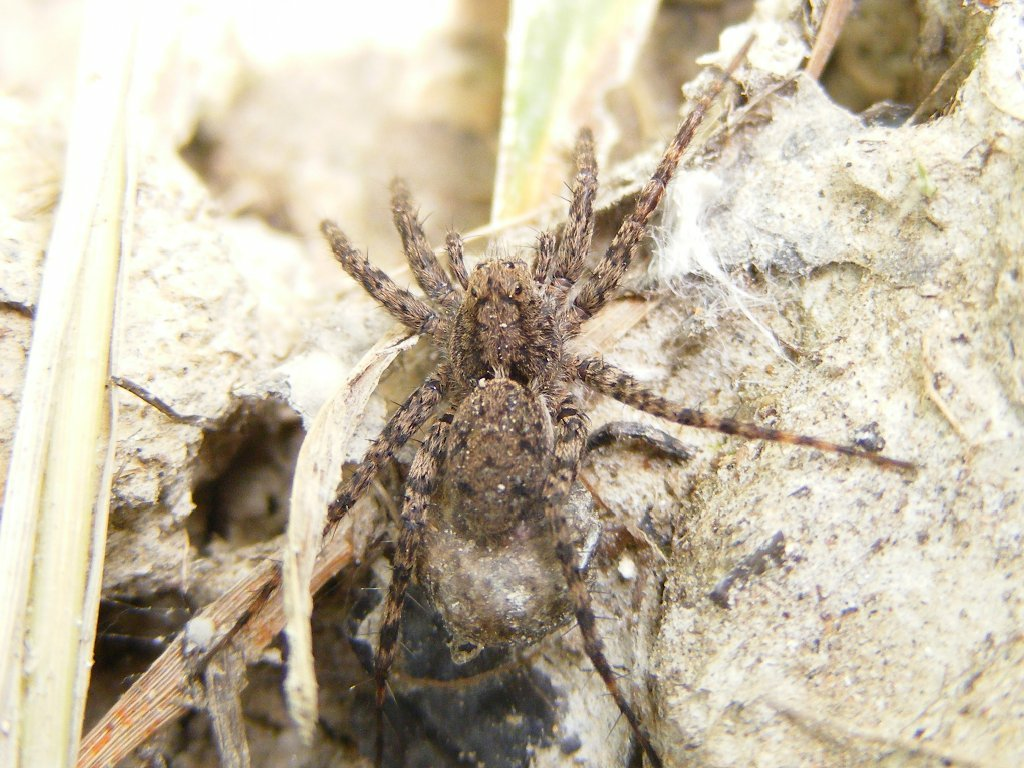
Sac à œufs accroché aux filières
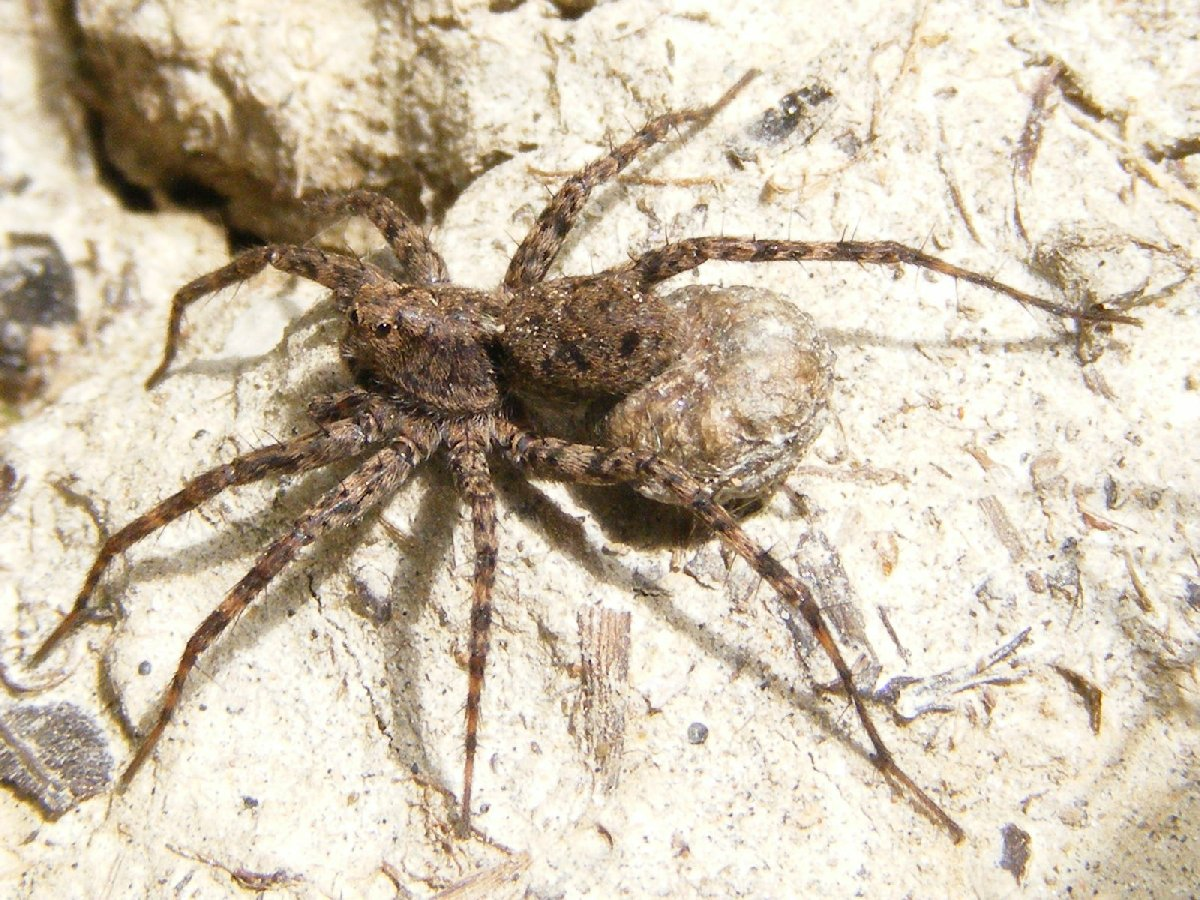
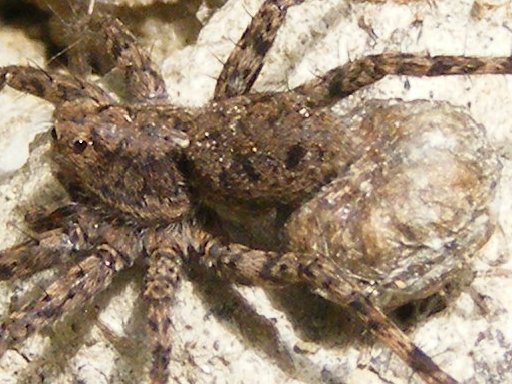

## Alimentation
Elle se nourrit d'orthoptères, tels les criquets et les sauterelles, de certains homoptères, d'arthropodes, d'œufs d'insectes et même de certaines espèces d'araignées.
L'araignée injecte un venin pour liquéfier les organes de sa proie, en la mordillant çà et là pour aspirer les liquides ainsi obtenus. Son apport quotidien équivaut à 12 % de sa masse corporelle, soit 3,5 mg de nourriture par jour.

## La prédation
Carnivore, Pardosa milvina adopte le mode passif pour chasser : Elle attend patiemment, puis saisit sa chance lorsqu'elle se présente, un mode peu commun chez les Lycosidae, généralement des araignées qui foncent vivement sur leurs proies.

## Morsures
Elle n'hésitera pas à mordre pour se défendre. Toutefois, sa morsure ne présente aucun risque, sinon une irritation de la peau, voire une petite lésion.

## Galerie

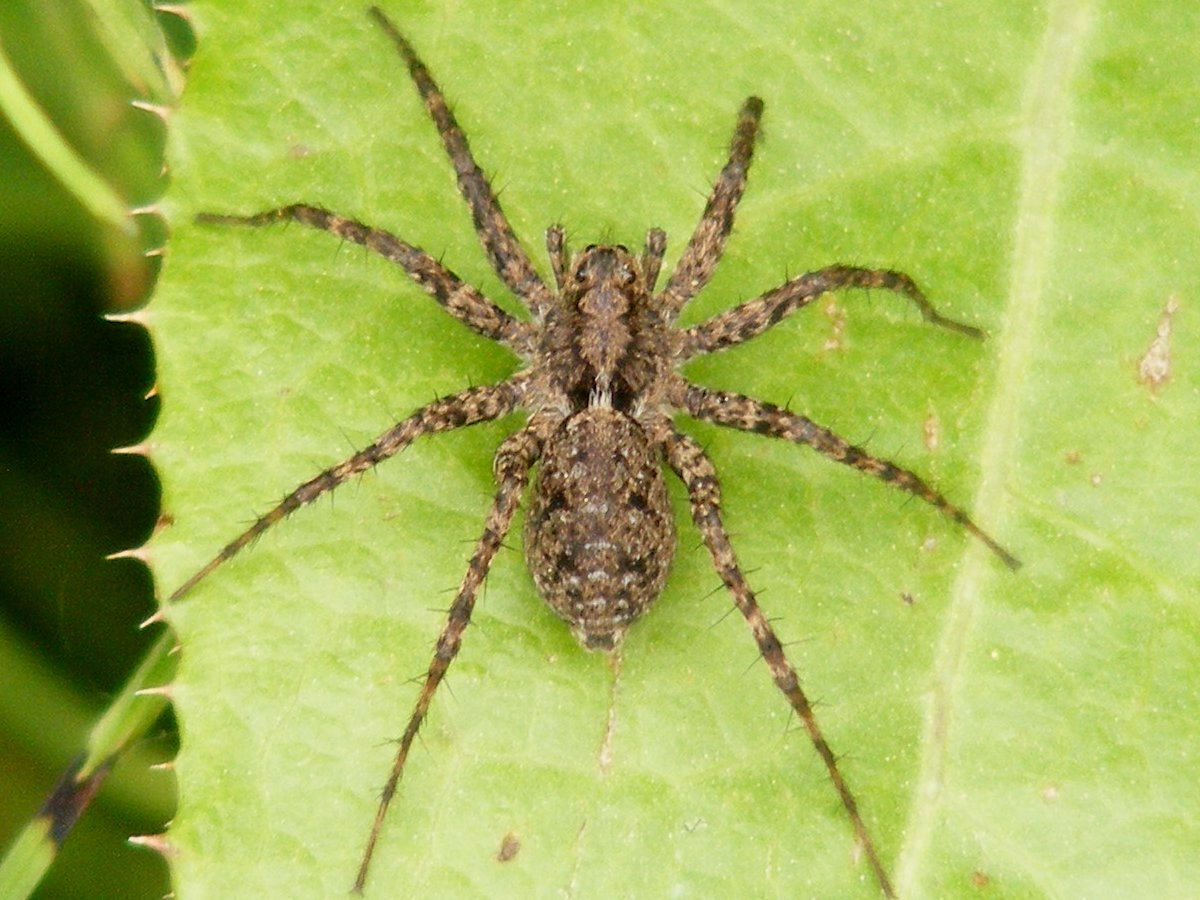
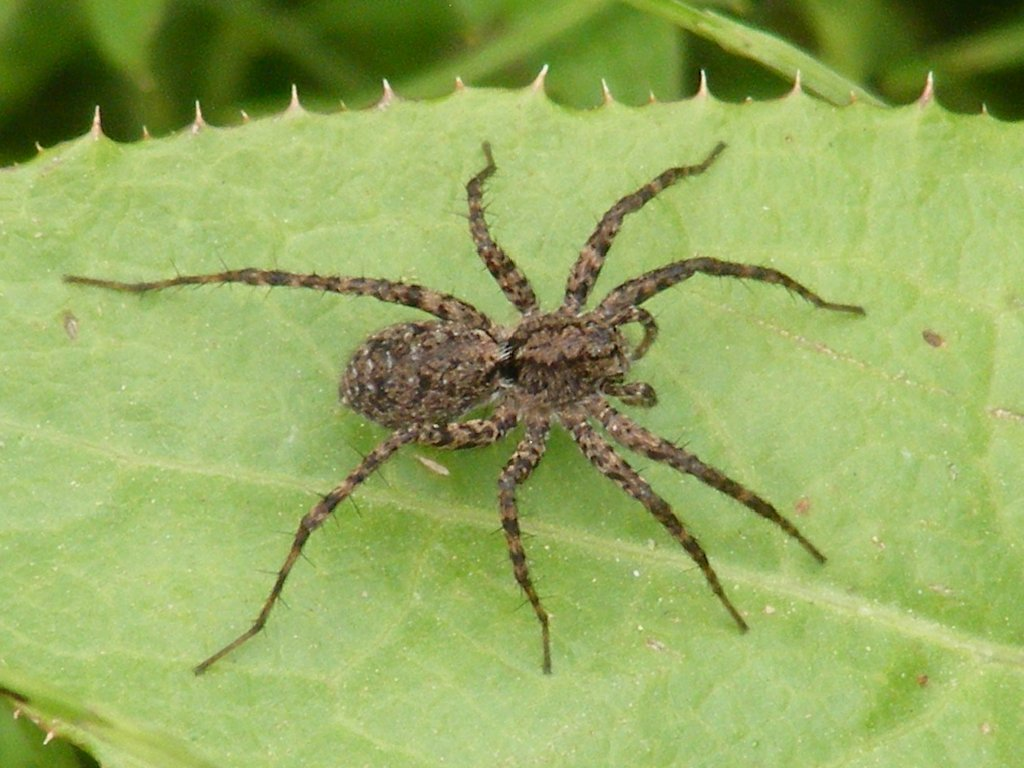
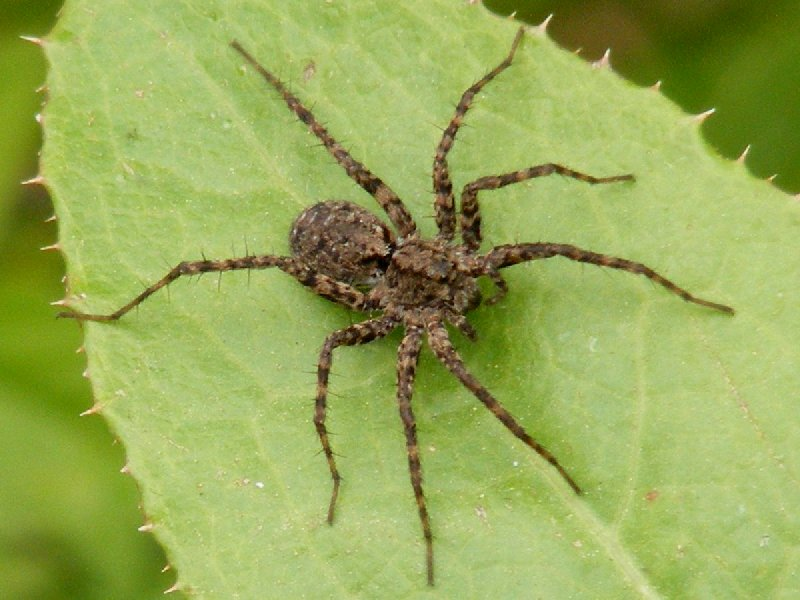

## Publication originale
- Hentz, 1844 : Descriptions and figures of the araneides of the United States. Boston Journal of Natural History, vol. 4, p. 386-396 (texte intégral).